# Vérteskethely
Vérteskethely község Komárom-Esztergom vármegyében, a Kisbéri járásban.

## Fekvése
Vérteskethely Komárom-Esztergom vármegye délnyugati negyedében, a kisrégió központjától, Kisbértől 5 kilométer távolságra keleti irányban, alacsony dombháton fekszik, dél felé összefüggő erdőkkel határolva. Főutcája a Tatabánya és Kisbér között húzódó 8135-ös út, de nyugati határszélét érinti a 81-es főút, illetve a 8207-es út is. A hangulatos, jó levegőjű, csendes kisközség kellemes kikapcsolódási lehetőséget kínál az ide látogatóknak. Területéről könnyen megközelíthetők a környék kedvelt kirándulóhelyei, nevezetességei.
Autóbusszal az 1256-os, 1257-es, 1702-es, 1848-as, 1851-es, 8464-es, 8560-as, 8618-as és 8736-os járatokkal közelíthető meg

## Története

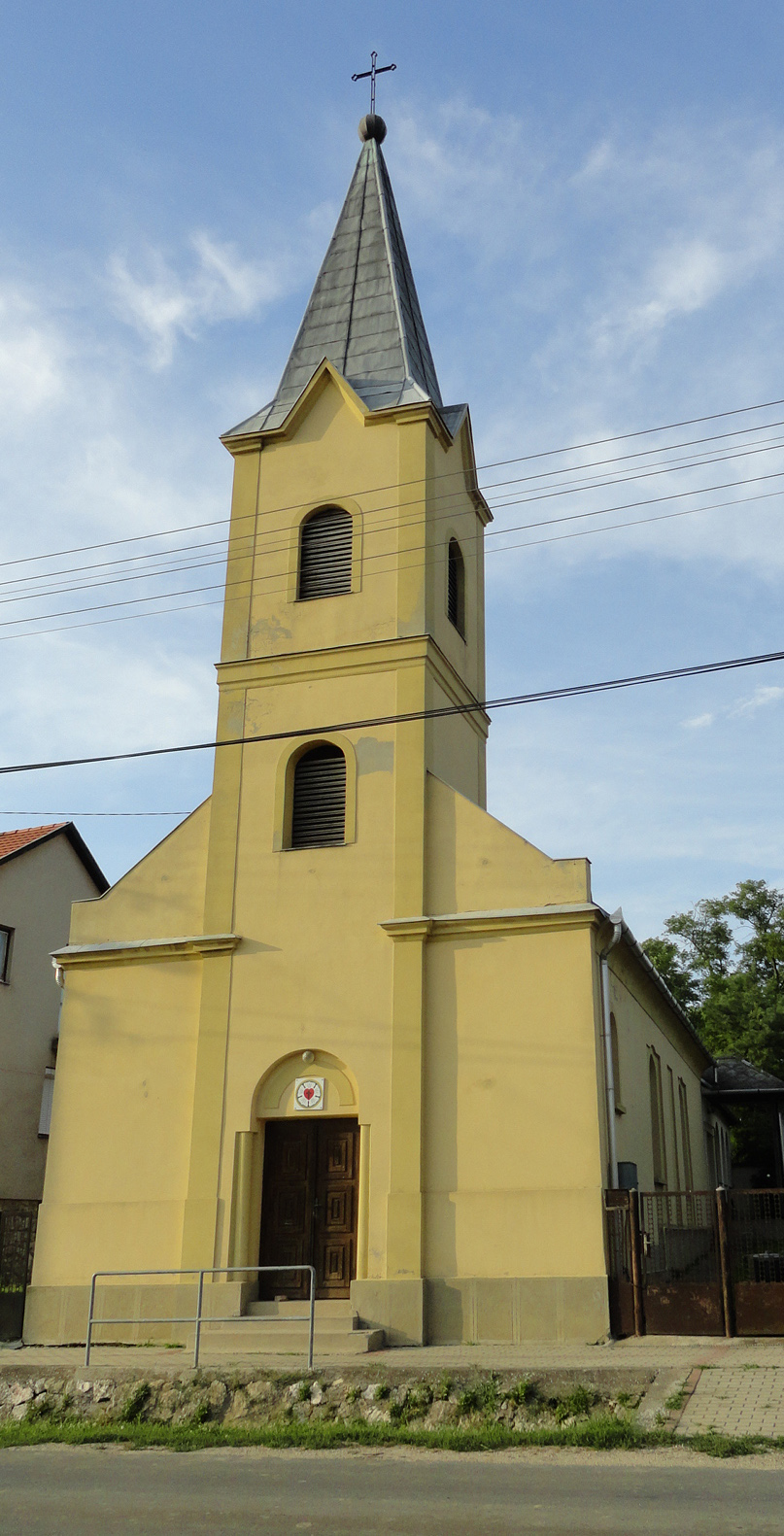
Az evangélikus templom

A terület már a kora vaskor-tól lakott, később megtelepedtek itt az avarok és a rómaiak is. A falut egy 1250-ben kelt oklevél említi először. 1332 körül Károly Róbert a falu vásárnapját keddre tette, innen is eredhet a Kethely név. A 15. században egyházi és világi birtokosai is voltak. A 16. században a törökök többször is elpusztították a települést, mely a 17. század közepéig lakatlan maradt. 1738-ban gróf Esterházy József tulajdonába került, majd katolikus, református és evangélikus telepesekkel lassan benépesült. Az 1784-1787-es népszámlálás adatai szerint 667 fő élt a faluban. A lakók mező- és erdőgazdálkodással, állattenyésztéssel foglalkoztak. A 20. század első felében már téglaégető, szeszfőzde és darálómalom is működött a településen. 1913-ban kapta a település a Vértes előtagot. Mindhárom vallási felekezet jól felszerelt iskolával rendelkezett és 1936-ban Népkönyvtár is nyílt a faluban.
A település alacsony dombháton a Bársonyos és Súr-Bakonyalja kistájak közvetlen szomszédságában, Komárom-Esztergom vármegye délnyugati szegletében található. A község határában folytatott kutatások alkalmával feltárt leletek már a kora vaskorban élt emberek letelepedéséről, illetve római-, és avar kori kultúrákról tanúskodnak. Az erdő szélén, amit várhelynek nevez a lakosság, avar kori földvár maradványai láthatók még ma is. A falut egy 1250-ben kelt oklevél említi először Teregen, Teryan néven. A 13.-14. században is megemlítették a falut. A község elnevezésével kapcsolatban számos találgatás látott napvilágot. Egy 1332-ből származó oklevél szerint Károly Róbert király keddenként megtartandó vásárra adott engedélyt a településnek, innen eredhet a Kethely elnevezés, de Kethel hun vezér is lehetett a névadó.
A község a vérteskeresztúri apát, majd 1443-tól a Héderváryak tulajdona, akik 1506-ban zálogosították el, Batthyány Benedek kedvezményezettnek. Ezután királyi adományként a Bakithok tulajdona, majd a törökök első nagy hadjárata előtt enyingi Török Bálinté volt. A török seregek 1529-ben égették fel, majd a második hullámban is, ezek következtében az 1500-as években elnéptelenedett a falu. 100 évvel később próbálkoztak református magyarok gyökeret verni, de ez kevés sikerrel járt. Az újranépesedés Kethelyen csak az 1720-as évektől indult meg. Ekkor már három vallási felekezethez tartozó emberek próbálkoztak „életet lehelni” a faluba. Az 1784-87-es népszámláláskor Esterházy János gróf birtokaként szerepelt, 667 lakossal. Az 1840-es években Fényes Elek 810 lakosról tett említést leírásában, melyben megemlítette, hogy Kethely sertéstenyésztése a nép szorgalma között főfigyelmet érdemel. Ebben a leírásában írt a lakosság viseleteiről, szokásairól és szókiejtéséről, melyeket inkább a Veszprém vármegyeiekéihez hasonlított. A Vértes- előtaggal kiegészített, ma is használatos nevét 1913-ban kapta a község. Az első világháborúban 38 katona vesztette életét a kethelyi katonák közül. A második világháború kitöréséig a község a korábbiakban megszokott dolgos, szorgalmas életét élte. A lakók megélhetését főleg a mezőgazdaság biztosította, csak páran dolgoztak iparosként, kereskedőként. Az elemi oktatást a három felekezet –katolikus, református, evangélikus- egy-egy önálló, egy tantermes iskolájának tanítói végezték. A 20. század első felében már téglaégető, szeszfőzde és darálómalom is működött a faluban. A helyi Petőfi termelőszövetkezetet 1952-ben alapították., mely a gazdasági változások következtében maga is  változásokon ment keresztül. A községet 1977-ben a közigazgatási reform eredményeként Császár községhez csatolták, majd a rendszerváltás időszakában lett közigazgatási szempontból ismét független. 1998-ban Bakonysárkány községgel Körjegyzőséget hozott létre Vérteskethely, melynek székhelye Bakonysárkány lett.
A község népességének összetételében, számának alakulásában a kis régió településeihez hasonló változások játszódtak le. A település jelenlegi lakóinak száma 236 háztartásban, 612 fő. Gazdasági élete, mely korábban mezőgazdaság-függő volt, napjainkban megváltozott, jelenleg a lakosság többsége iparban dolgozó, ingázó.  Jelentős infrastrukturális beruházások történtek az évek során. Elektromos- és ivóvíz-hálózat, telefonhálózat, helyi kábel tv, egy élelmiszerüzlet, posta, fodrászüzlet egy italbolt igyekszik kielégíteni az igényeket és nagyon sokan élnek a vezetékes gáz nyújtotta könnyebbséggel. A szennyvíz-elvezető rendszer kiépítése még várat magára, de már folyamatban vannak a tervkészítések, tárgyalások.  A lakosság egészségügyi ellátását hetente két alkalommal Dr. Szinyi Károly házi orvos biztosítja, aki Kisbérről jár ki a községbe. A helyi óvodában, gondozzák, nevelik a gyermekeket. Az általános iskolai tanulók iskolabusszal Bakonysárkányba járnak oda-vissza. A művelődési, szórakozási lehetőségek színtere a szépen felújított Művelődési Otthon, melyben internetezési lehetőség is rendelkezésre áll az „e-Magyarország pont” keretében. A Művelődési Otthon ad helyet Nyugdíjas Klubnak, ahol köztiszteletben álló időseink tartják összejöveteleiket, hetente két alkalommal itt próbál a vérteskethelyi és a környező települések gyermekekeiből álló Höcögő néptánc együttes, mely igen szép hazai és külföldi eredményekkel büszkélkedhet. A Just ladys mazsorettcsoport próbáinak is otthont ad a művelődési ház. Megtekintésre érdemes a községben a  -sajátos felekezeti összetételnek megfelelően- három templom. Az 1766-71 között Fellner Jakab tervei alapján, barokk stílusban épült, Mária Magdolna kegyeibe ajánlott, műemlék jellegű római katolikus, az 1789-ben emelt evangélikus, illetőleg az 1856-ban épített református templom.
A hangulatos, jó levegőjű, csendes kis község jó kikapcsolódási lehetőséget kínál az ide látogatóknak. Területéről könnyen megközelíthetőek a környék kedvelt kirándulóhelyei, nevezetességei. A faluban, illetve a környéken tett kellemes kirándulás után, szalonnasütéssel, bográcsfőzéssel összekötött pihenőt tarthatunk, a 2005-ben kialakított Várhely-parkban, kulturált környezetben, a védetté nyilvánított öreg tölgyek árnyékában.

## Közélete

### Polgármesterei
- 1990–1994: Lipót Jánosné (független)[4]
- 1994–1998: Balogh Károly (független)[5]
- 1998–2002: Balogh Károly (független)[6]
- 2002–2006: Vida László (független)[7]
- 2006–2009: Petkovics Gyula (független)[8]
- 2009–2010: Hajnal József (független)[9]
- 2010–2014: Tóth János (független)[10]
- 2014–2019: Tóth János (független)[11]
- 2019−2024: Tóth János (független)[12]
- 2024− : Tóth János (független)[1]

A településen 2009. december 13-án időközi polgármester-választást (és képviselő-testületi választást) tartottak, az előző képviselő-testület önfeloszlatása miatt. A választás három polgármesterjelöltje között a hivatalban lévő faluvezető is elindult, de csak az utolsó helyet tudta megszerezni.

## Gazdaság
A második világháború után, az 1952-ben alakult termelőszövetkezetben találtak munkát a helybeliek. Napjainkban a helyi szövetkezet Mezőgazdasági, Kereskedelmi és Szolgáltató Szövetkezet néven működik és biztosít munkalehetőséget a község lakóinak. A lakosság nagy része az iparban dolgozik a környék településein.
Az Ászár–Neszmélyi borvidék Ászári körzetéhez tartozik.

## Népesség
A település népességének változása:
| Lakosok száma | 553  | 550  | 551  | 538  | 550  | 542  | 550  |
|               | 2013 | 2014 | 2015 | 2021 | 2022 | 2023 | 2024 |

A 2011-es népszámlálás során a lakosok 85%-a magyarnak, 0,9% cigánynak, 0,3% németnek, 0,3% románnak, 0,2% ukránnak mondta magát (15% nem nyilatkozott; a kettős identitások miatt a végösszeg nagyobb lehet 100%-nál). A vallási megoszlás a következő volt: római katolikus 31,6%, református 19,2%, evangélikus 8,4%, görögkatolikus 0,5%, felekezeten kívüli 13,8% (25,3% nem nyilatkozott).
2022-ben a lakosság 87,8%-a vallotta magát magyarnak, 0,2-0,2% ukránnak, németnek, cigánynak és románnak, 2,4% egyéb, nem hazai nemzetiségűnek (12% nem nyilatkozott; a kettős identitások miatt a végösszeg nagyobb lehet 100%-nál). Vallásuk szerint 18,9% volt római katolikus, 16,9% református, 6,5% evangélikus, 0,2% görög katolikus, 0,4% egyéb keresztény, 1,1% egyéb katolikus, 11,5% felekezeten kívüli (43,8% nem válaszolt).

## Nevezetességei
- A műemléki védettségű, 1766-1771 között épült barokk katolikus templom.
- Várhely-Park, a község erdős határa, tiszta levegője miatt kellemes kirándulóhely a gyalogos és kerékpáros turisták számára.

Rendezvények
- Február 1. hétvégéje – Balázs-napi Kavalkád
- Március 2. hétvégéje – Bakonyi Amatőr Népművészeti Fesztivál
- Június 13. – Mazsorett- és táncfesztivál
- Július 22. – Magdolna-napi Búcsú
- Augusztus – Falunap
- Október – Park-ünnep

### Várhely-Park
A Vérteskethelyért Közalapítvány Kuratóriumának döntése és az ÉGÁZ részbeni anyagi támogatása, a helyi lakosság aktív közreműködésével, társadalmi munkavégzésével hoztak létre.

## Híres szülöttei
- Itt született 1871. március 4-én Borsos Károly református pedagógus, gimnáziumi és főiskolai tanár, a Mezőtúri Református Kollégium igazgatója, klasszika-filológus, vallásfilozófus, szabadkőműves